# Francesco Di Tacchio
Francesco Di Tacchio (ur. 20 kwietnia 1990 w Trani) – włoski piłkarz występujący na pozycji napastnika. Zawodnik włoskiej Ternany Calcio.

## Kariera

### Klub
W 2008 podpisał kontrakt z grającym w Serie B Ascoli Calcio. Rozegrał tam 12 spotkań. Po sezonie przeszedł do Fiorentiny, jednak jak na razie nie zadebiutował jeszcze w Serie A. Latem 2010 wypożyczono go do drugoligowego Frosinone. Następnie był wypożyczany do Juve Stabia oraz Perugii.
W 2013 roku odszedł z Fiorentiny do Virtusu Entella. Grał też w Pisie, a w 2017 przeszedł do Avellino.

### Reprezentacja
Czterokrotnie występował w młodzieżowej reprezentacji Włoch do lat 20.